# Тойчиев, Ходжамухаммет
Ходжамухаммед Тойчиев (туркм. Hojamuhammet Toýçyýew; род. 16 января 1992 года, Туркменистан) — туркменский тяжелоатлет, выступающий в весовой категории свыше 105 кг. Серебряный (2016) и бронзовый (2017, 2019) призёр чемпионатов Азии. Участник летних Олимпийских игр в Рио-де-Жанейро.

## Спортивные результаты
| Год  | Соревнование                | Место проведения | Весовая категория | Рывок  | Толчок | Сумма двоеборья | Место |
| 2011 | Чемпионат мира              | Париж            | свыше 105 кг      | 177 кг | 218 кг | 395 кг          | 14    |
| 2014 | Азиатские игры              | Инчхон           | свыше 105 кг      | 189 кг | 226 кг | 415 кг          | 5     |
| 2015 | Чемпионат мира              | Хьюстон          | свыше 105 кг      | 190 кг | 238 кг | 428 кг          | 9     |
| 2016 | Чемпионат Азии              | Ташкент          | свыше 105 кг      | 190 кг | 237 кг | 427 кг          | 2     |
| 2016 | Летние Олимпийские игры     | Рио-де-Жанейро   | свыше 105 кг      | —      | —      | —               | DNF   |
| 2017 | Чемпионат Азии              | Ашхабад          | свыше 105 кг      | 197 кг | 230 кг | 427 кг          | 3     |
| 2017 | Азиатские игры в помещениях | Ашхабад          | свыше 105 кг      | 192 кг | 239 кг | 431 кг          | 2     |
| 2017 | Чемпионат мира              | Анахайм          | свыше 105 кг      | 184 кг | 231 кг | 415 кг          | 9     |
| 2018 | Чемпионат мира              | Ашхабад          | свыше 109 кг      | 187 кг | 240 кг | 427 кг          | 7     |
| 2019 | Чемпионат Азии              | Нинбо            | свыше 109 кг      | 187 кг | 234 кг | 421 кг          | 3     |
| 2019 | Чемпионат мира              | Паттайя          | свыше 109 кг      | 180 кг | 242 кг | 422 кг          | 9     |